# Allopetalia
Genre
Allopetalia  est un genre  dans la famille des Æshnidae appartenant au sous-ordre des Anisoptères dans l'ordre des Odonates. Il comprend deux espèces. 

## Liste des espèces
- Allopetalia pustulosa Selys, 1873
- Allopetalia reticulosa Selys, 1873